# Américo Medeiros
Américo Medeiros é um bairro da Zona Norte de Manaus, capital do estado brasileiro do Amazonas.

## Dados do bairro
- População: 5.418 moradores